# Спрінг-Лейк (Вісконсин)
Спрінг-Лейк (англ. Spring Lake) — місто (англ. town) в США, в окрузі Пієрс штату Вісконсин. Населення — 598 осіб (2020).

## Демографія
Згідно з переписом 2010 року, у місті мешкали 563 особи в 224 домогосподарствах у складі 174 родин. Було 229 помешкань
Расовий склад населення:
| - 98,9 % — білих - 0,4 % — азіатів - 0,2 % — чорних або афроамериканців |

До двох чи більше рас належало 0,4 %. Частка іспаномовних становила 0,7 % від усіх жителів.
За віковим діапазоном населення розподілялося таким чином: 21,1 % — особи молодші 18 років, 63,3 % — особи у віці 18—64 років, 15,6 % — особи у віці 65 років та старші. Медіана віку мешканця становила 44,7 року. На 100 осіб жіночої статі у місті припадало 109,3 чоловіків;  на 100 жінок у віці від 18 років та старших — 109,4 чоловіків також старших 18 років.
Середній дохід на одне домашнє господарство  становив 83 276 доларів США (медіана — 77 083), а середній дохід на одну сім'ю — 91 672 долари (медіана — 90 833). Медіана доходів становила 53 214 долари для чоловіків та 40 441 долар для жінок. За межею бідності перебувало 3,4 % осіб, у тому числі 1,3 % дітей у віці до 18 років та 0,0 % осіб у віці 65 років та старших.
Цивільне працевлаштоване населення становило 385 осіб. Основні галузі зайнятості: виробництво — 18,7 %, будівництво — 18,2 %, освіта, охорона здоров'я та соціальна допомога — 14,3 %, сільське господарство, лісництво, риболовля — 11,2 %.